# Кулинченко, Тихон Макарович
Тихон Макарович Кулинченко (1895—1970) — советский воздухоплаватель, изобретатель аэростата-парашюта.

## Биография
Участвовал в Гражданской войне. Окончил ленинградскую воздухоплавательную школу. В 1930 году стал научным сотрудником аэростатической лаборатории Московского авиационного института. С 1932 работал в «Дирижаблестрое». В 1940—1955 годах — научный сотрудник Центральной аэрологической обсерватории Гидрометеослужбы СССР.

## Научная деятельность
Предложил проект свободных аэростатов типа «аэростат-парашют» и руководил их созданием. После выпуска подъёмного газа эти аэростаты превращались в парашюты. В 1935 году на этих летательных аппаратах объёмом 1850 м³ были совершены два успешных полёта на высоте 5 и 5,2 км. В 1937—1938 годах на летательном аппарате объёмом 2200 м³ были проведены полёты на высоте 4 и 3,1 км.
В 1938—1939 годах Кулинченко совместно с М. И. Волковым занимался разработкой стратостата-парашюта ВР-60 «Комсомол» объёмом 19 800 м³. 12 октября 1939 года на этом аппарате был совершён успешный подъём на высоту 16,8 км.